# Cirrophorus brevicirratus
Cirrophorus brevicirratus är en ringmaskart som beskrevs av Strelzov 1973. Cirrophorus brevicirratus ingår i släktet Cirrophorus och familjen Paraonidae. Inga underarter finns listade i Catalogue of Life.